# Hauteluce
Hauteluce település Franciaországban, Savoie megyében. Lakosainak száma 741 fő (2022. január 1.). Hauteluce Beaufort, Cohennoz, Crest-Voland, Notre-Dame-de-Bellecombe, Villard-sur-Doron, Les Contamines-Montjoie, Megève és Praz-sur-Arly községekkel határos.

## Népesség
A település népességének változása:
| Lakosok száma | 794  | 767  | 783  | 757  | 758  | 758  | 759  | 748  | 741  |
|               | 2013 | 2015 | 2016 | 2017 | 2018 | 2019 | 2020 | 2021 | 2022 |